# Le chiavi del paradiso
Le chiavi del paradiso (The Keys of the Kingdom) è un film del 1944 diretto da John M. Stahl, tratto dal romanzo Le chiavi del regno (The Keys of the Kingdom) di Archibald J. Cronin.
È un melodramma religioso incentrato sulla vita di un missionario, che lanciò il protagonista Gregory Peck. La pellicola  ebbe tre candidature all'Oscar (Migliore attore, musica e fotografia).

## Trama
Dopo un'adolescenza connotata dalla tragica morte dei genitori, annegati in un fiume in piena nel tentativo di attraversarlo, Francesco Chisholm, detto Franco, viene accolto nella casa dello zio materno la cui moglie si affeziona al ragazzo come ad un figlio. L'agiatezza degli zii permette a Francesco di studiare in un collegio religioso, spinto anche dalle speranze della zia di vederlo diventare prete. La scelta di prendere definitivamente i voti è causata dalla prematura scomparsa della cugina con cui aveva stretto una platonica relazione, e che sperava di sposare alla fine dei suoi studi.
Ribelle per natura e insofferente di qualsiasi formalismo, spesso viene a trovarsi in contrasto con i suoi superiori, arrivando a considerare la sua opera un fallimento. L'amicizia con il rettore del seminario, divenuto vescovo della sua diocesi, e la forte comprensione che questi ha nei suoi confronti, porteranno Francesco a scegliere di accettare un impegnativo incarico in una sperduta missione cinese che il vescovo stesso gli offre.
Sullo sfondo dei primi anni passati in missione senza alcun risultato, grazie ad alcuni fortunati incontri, la sua vita apostolica ha una svolta inaspettata. Inizialmente, solo e con una missione diroccata, viene soccorso e aiutato da un cinese cristiano profondamente devoto di nome Giuseppe. In seguito padre Chisholm salva la vita al figlio di un potente Mandarino della zona, il quale per sdebitarsi con lui da prima chiede di diventare cristiano, ma visto il rifiuto di padre Chisholm che comprende che la sua non è  vera vocazione, ma gratitudine, gli dona il terreno di una collina e i mezzi per erigere una vera missione. Superando difficoltà d'ogni genere, padre Chisholm ha modo di mettere in luce tutto lo spessore del suo zelo apostolico, senza mai tirarsi indietro di fronte alle sconfitte.
Ricostruisce la sua missione, fonda una scuola e crea un ambulatorio medico fisso, riuscendo a far prosperare la missione come non mai. Un bombardamento avvenuto durante la guerra civile distrugge il villaggio e la sua chiesa. Per occuparsi della popolazione Padre Chisolm lavora assiduamente in un ospedale da campo da lui allestito con l'aiuto del suo amico ateo, il medico Willie Tulloch, che perderà la vita cercando di aiutare un ferito.
Grazie al suo eroismo e al suo sacrificio che permette di dare fine all'aggressione al villaggio, Padre Chisolm viene ferito ad una gamba.
Durante anni di prospera attività pastorale stringe una sincera amicizia con la superiora delle suore mandate per occuparsi della scuola da lui fondata. Inizialmente altezzosa e prevenuta nei confronti di questo prete contadino, impara infine a stimarlo per le grandi qualità di modestia, umiltà e perseveranza, giudicandolo molto più vicino a Dio di quanto sia mai stata lei. Abbandona lei stessa la sua superbia e lo affianca nel lavoro per lunghi anni.
Una volta anziano Padre Chisholm è costretto a ritornare in patria, suo malgrado, abbandonando gli amici e i compagni fedeli della propria vita: deve dire addio al suo fedele Giuseppe, alla superiora, al Mandarino e ad Anna, la prima bambina da lui accolta ormai diventata adulta.
Ritorna in patria dove il vescovo, il suo vecchio compagno e concittadino Mealey, gli affida la cura della parrocchia natìa, nonostante non approvi il suo comportamento come prete.